# Сухлиця
Сухлиця (пол. Suchlica, нім. Neu Zicher) — село в Польщі, у гміні Дембно Мисліборського повіту Західнопоморського воєводства.
Населення — 137 осіб (2011).

## Демографія
Демографічна структура станом на 31 березня 2011 року:
|          | Загалом | Допрацездатний вік | Працездатний вік | Постпрацездатний вік |
| -------- | ------- | ------------------ | ---------------- | -------------------- |
| Чоловіки | 70      | 23                 | 40               | 7                    |
| Жінки    | 67      | 17                 | 41               | 9                    |
| Разом    | 137     | 40                 | 81               | 16                   |